# V. kationosztály
A kationok V. osztályába azok az ionok tartoznak, melyek az analitikában leggyakrabban alkalmazott anionokkal sem adnak csapadékot. reagenssel csapadékot nem képeznek. Az V. kationosztály másik elnevezése az "oldható csoport", mivel ezen kationoknak nitrátja, fluoridja, kloridja, bromidja, jodidja, karbonátja, szulfátja, hidroxidja, acetátja és szulfidja is oldódik vízben.
Az osztályba tartozik: K+, Li+, Na+, H+, NH+4.
Ide soroljuk a magnéziumiont is, bár annak karbonátja és hidroxidja is oldhatatlan csapadék.

## A lítiumionok reakciói
- A lítium-klorid (perklorát, szulfát, nitrát stb.) vizes oldata semleges kémhatású.
- Na2HPO4. Lúgos közegben (esetleg alkohol jelenlétében) a savakban könnyen oldódó lítium-foszfát válik le:

3 Li+ + HPO2−4 → Li3PO4 + H+
- Na2CO3. Mintegy 200 ppm lítiumot tartalmazó oldatból leválasztható a fehér színű lítium-karbonát-csapadék, mely forró vízben kevésbé oldható, így melegítve a reakció érzékenyebb. A csapadék ecetsavban, sőt töményebb ammónium-kloridban is oldódik:

Li2CO3 + H+ → 2 Li+ + HCO−3
- Lángfestés. A lítium-klorid a lángot karminvörösre festi. Kézi spektroszkóppal vizsgálva a lítiumot a 671 nm-es (vörös) és a 610 nm-es (narancs) vonal a legjellemzőbb.

A lítiumionok kimutatására legbiztonságosabb módja a spektroszkópos módszer, a lángfestés közvetlenül, megfelelő kémiai reakciókkal kombinálva ugyancsak jól használható. Az igen kevéssé szelektív kémiai reakciók inkább csak lítiumvegyületek azonosítása során ajánlhatók.

## A nátriumionok reakciói
- A nátrium-klorid (-perklorát, -szulfát, -nitrát stb.) vizes oldata semleges kémhatású.
- Kálium-antimonát. Semleges közegben fehér nátrium-hexahidroxo-antimonát(V) csapadék válik le:

Na+ + Sb(OH)−6 → Na[Sb(OH)6]
- Cink-uranil-acetát gyengén ecetsavas közegben sárga színű

NaZn(UO2)3(CH3COO)9•H2O 

összetételű csapadékot ad a nátriumionokkal. 

A nátrium kimutatása közel specifikus, ha az eredeti, 1-2 csepp sósavval savanyított oldathoz kevés cink-oxidot szórunk, néhány percig forraljuk (amíg semlegessé nem válik), majd szűrjük, és végül 1 cseppjét 1 csepp reagenssel elegyítjük.
- A nátrium sárga lángfestése annyira intenzív, hogy az előzetesen sósavval alaposan megtisztított és kiizzított platina drótot egyszer megfogva észlelhető: az emberi bőrön lévő minimális nátrium-klorid már kimutatható.

Kézi spektroszkópunk kalibrálásra használható a nátrium intenzív sárga, 589 nm-nél jelentkező vonala.
A legmegbízhatóbb módszer a nátrium kimutatására a lángfestés vizsgálata; egyetlen, de nagy veszélye a túlzott érzékenység. Emiatt meglehetősen nehéz különbséget tenni azonossági és csak (az igen gyakori) szennyeződést jelző reakciója között. Jól használható még a cink-uranil-acetátos reakció is.

## A káliumionok reakciói
- A kálium-klorid (szulfát, nitrát stb.) vizes oldata semleges kémhatású.
- HClO4. A fehér színű kálium-perklorát csak viszonylag töményebb oldatból válik le, minthogy nem túlzottan oldhatatlan.
- A borkősav nátrium-acetátot tartalmazó közegben fehér színű, (COOH)(CHOH)2(COOK) összetételű kristályos csapadékot választ le.

Csakis a savanyú (a borkő) a csapadék: erős savak borkősav, lúgok (maga a kálilúg is) tartarátionok képződése közben oldják. 
- Na3[Co(NO2)6]. A káliumionok ecetsav - nátrium-acetát pufferben sárga csapadékot adnak, melynek összetétele a kálium - nátrium aránytól is függ: a szokásos töménységek mellett a K2Na[Co(NO2)6] képlet közelíti meg.
- Nátrium-tetrafenil-boráttal a káliumionok ecetsavas közegben adják a legoldhatatlanabb káliumcsapadékot, a fehér színű kálium-tetrafenil-borátot.
- A kálium halványibolya lángfestését elnyomó sárga nátrium-színt kék színszűrővel, kobaltüveggel szűrhetjük ki.

Kézi spektroszkóppal esetleg 768 nm-es (vörös) és a 404 nm-es (ibolya) vonal látható, azonban mindkettő nehezen észlelhető.
Szemben a többi alkáli- és alkáliföldfém-ionnal, a kálium egyszerű módon észlelt lángfestése kimutatási célokra nem teljesen megbízható, nehéz észlelhetősége miatt. Azonosítási célokra azonban megfelel, éppen úgy, mint a perklorátos és hidrogén-tartarátos reakció. Kis mennyiségű kálium kimutatására kémiai reakcióként a hexanitrozo-kobaltát(III)-as és a tetrafenil-borátos csapadékképzés jöhet számításba. (A három utóbbi reakciónál az ammóniumionok kizárására ügyelni kell.)

## Az ammóniumionok reakciói
- Az ammónium-klorid (-perklorát-, -szulfát, -nitrát stb.) vizes oldata színtelen, és a hidrolízis miatt gyengén savas kémhatású.
- NaOH. Az ammóniumionok hidroxidionokkal ammóniagázt adnak, melynek jellegzetes szaga - különösen melegítésre - könnyen észlelhető. Ha a gáztérbe tömény sósavval nedvesített üvegbotot tartunk, a gáztérben ammónium-kloridból álló köd képződik.

NH4+ + OH- → NH4OH → NH3 + H2O 

- K2[HgI4]. Higany(II)-kloridból feleslegben vett kálium-jodiddal előállítjuk a tetrajodo-merkurát-ionokat, s az oldatot kálilúggal meglúgosítjuk. (Az így készített oldat a Nessler-reagens.) A reagensoldathoz kevés vizsgálandó oldatot adva vörösesbarna csapadékleválást, ill. igen híg oldat vizsgálata esetén barnás zavarodást vagy csak barnás színt észlelünk:

2 [HgI4]2- + NH3 + 3 OH- → HgO·HgNH2I + 2 H2O + 7 I-
- A szilárd ammóniumvegyületek termikusan bonthatók, s több esetben szublimációhoz hasonló jelenséget észlelhetünk hevítés hatására.

Az ammóniumvegyületekre a hevítés során képződő szublimátum vagy a bomlásból származó ammónia felhívja a figyelmet. Az ammóniumionok legmegbízhatóbb, s igen egyszerű kimutatása a nátronlúgos reakció alapján történhet.

## A magnéziumionok reakciói
- Hidrolízis. A magnézium-szulfát (-perklorát, -klorid, -nitrát stb.) vizes oldata gyengén savas kémhatású.
- NaOH. A fehér színű magnézium-hidroxid a reagens feleslegében nem oldódik.
- NH4OH. A leváló magnézium-hidroxid ammónia feleslegben sem oldódik. Ha felírjuk a csapadékleválás egyensúlyi reakciójának egyenletét:

Mg2+ + 2 H2O + 2 NH3 → Mg(OH)2 + 2 NH+4

és hozzávesszük azt, hogy alkáli- és alkáliföldfém-hidroxidokat kivéve a magnézium-hidroxid a legoldhatóbb és egyben legerősebb bázis, könnyen megérthetjük, hogy kis feleslegű ammóniával leválasztott magnézium-hidroxid-csapadék ammóniumsók hatására feloldható. (A csapadékos oldathoz kis részletekben szilárd ammónium-kloridot adunk. Az így előállított oldatot nevezzük magnézia mixtúrának.)
- A magnézium-hidroxid báziserősségére jellemző az, hogy a

Mg(OH)+ → Mg2+ + OH− 

a magnézium-hidroxid kis oldékonysága miatt azonban pH=10,5-nél lúgosabb oldat nem készíthető.
- Na2CO3. Fehér színű, bázisos magnézium-karbonát válik le. A koncentrációviszonyoktól is függő reakció körülbelüli egyenlete:

4 Mg2+ + 4 CO2−3 + H2O → Mg4(OH)2(CO3)3 + CO2 

Ammóniumsók e reakciót is gátolják, mert csökkentik a pH-t, így karbonátkoncentrációt: 

CO2−3 + NH+4 → HCO−3 + NH3 

azaz ammónium-klorid hatására a bázisos magnézium-karbonát a magnézium-hidroxidhoz hasonlóan oldódik. 

(Ez értelmezi egyébként a IV. kationosztály osztályreakcióját s a magnézium kizáródását.)
- Na2HPO4. A reagens fehér csapadékot ad olyan ammóniás oldatban, melyben a magnézium-hidroxid kiválását ammónium-kloriddal meggátoltuk. A reakció egyenlete:

Mg2+ + HPO2−4 + NH3 → MgNH4PO4 

A csapadék hajlamos túltelített oldat képzésére és már ecetsavban is oldható. A kimutatást gyakorlatilag csak az alkái- és ammóniumionok nem zavarják, tehát csak ezek jelenlétében használható.
A magnéziumionok analitikailag legérdekesebb reakciói a magnézium-hidroxid és a bázisos magnézium-karbonát jellegzetes viselkedéséhez kapcsolódnak. Ha csak a IV-V. osztályú kationok vannak jelen, jól használható az oxinos kimutatás is. (Az igen gyakran ajánlott magnézium-ammónium-foszfátos lecsapódás azonossági reakcióként csak akkor fogadható el, ha előzetesen meggyőződtünk, hogy anyagunk nátrium-, kálium- és ammóniumionokon kívül egyéb kationt nem tartalmaz.)